# اسپرک ۱۰۸۱
سیارک ۱۰۸۱ (به انگلیسی: 1081 Reseda، نامگذاری:1927QF) هزار و هشتاد و یکمین سیارک کشف شده‌است که در ۳۱ اوت ۱۹۲۷ و در هایدلبرگ کشف شد.
قدر مطلق سیارک برابر ۱۱٫۳۰ است.